# Soetkin Baptist
Soetkin Baptist (Geraardsbergen, 27 juni 1985) is een Belgische zangeres.

## Jeugd en opleiding
Baptist groeide op in Waarbeke, een deelgemeente van Geraardsbergen. Ze studeerde Latijn-Grieks in het Geraardsbergse Sint-Catharinacollege en ging nadien zang studeren aan het Lemmensinstituut in Leuven.

## Zangcarrière
Baptist brak door als de zangeres van de folkgroep Ishtar. In 2008 won de groep de preselecties van het Eurovisiesongfestival voor België en ze nam deel met het lied O julissi aan het Eurovisiesongfestival 2008 te Belgrado. op 23 januari 2009 besloot Soetkin om te stoppen met Ishtar om andere muziekoorden op te zoeken.
Baptist was ook gelegenheidszangeres bij de wereldmuziekgroep Olla Vogala en was tevens altzangeres bij het vierkoppige klassieke ensemble Encantar, waarmee ze samen met Sarah Abrams, Lieselot de Wilde en Kerlijne van Nevel een repertoire uit de 14e, 15e en 16e eeuw bracht dat getransponeerd wordt voor vier vrouwenstemmen. Met Encantar werd zij in 2008 geselecteerd als laureaat voor Gouden Vleugels, een wedstrijd voor debuutensembles. Verder zong ze nog bij het soloproject van Wouter Vandenabeele (viool) samen met Arne Van Dongen (vioolbas) en Anne Niepold (accordeon) en bij Friday in the city. In 2010 ging ze daarnaast aan de slag als lerares Algemene Muzikale Vorming en Samenzang aan de kunstacademie van Geraardsbergen en Ninove.
In 2017 verhuisde Baptist naar Noorwegen, waar ze zangeres, pianiste, dirigente en muzieklerares is. In Bodø dirigeert zij onder meer een meisjeskoor. In die hoedanigheid was ze te zien in het televisieprogramma Het Hoge Noorden van Annemie Struyf op Eén, waarin Belgen die in Noorwegen wonen gevolgd werden.

## Discografie
- Cd TroubAmour met Ishtar (2005)
- Cd Chansons sans paroles met Wouter Vandenabeele bij Homerecords (2007)
- Cd O Julissi met Ishtar bij Universal Music (2008)

- MusicBrainz: a1e2278c-b02e-4563-bd70-7ddaba9b6075